# Phyllophorus destichadus
Phyllophorus destichadus är en sjögurkeart som beskrevs av Elisabeth Deichmann 1930. Phyllophorus destichadus ingår i släktet Phyllophorus och familjen svanssjögurkor. Inga underarter finns listade i Catalogue of Life.